# Rougeotiana indiligens
Rougeotiana indiligens là một loài bướm đêm trong họ Noctuidae.